# Francis Perrin

Francis Perrin, London 1934

Francis Perrin (1901 - 1992) là con trai duy nhất của nhà vật lý nguyên tử người Pháp Jean Baptiste Perrin. Ông là nhà bác học nguyên tử rất nổi tiếng của Pháp. Vợ ông là Colette Auger, em gái của nhà vật lý học Pierre Auger

## Cuộc đời
Ông sinh ngày 17 tháng 8 năm 1901 ở Paris. Ông học trung học ở Paris, sau đó theo học trường Cao đẳng sư phạm Paris và tốt nghiệp với tấm bằng thạc sĩ Vật lý vào năm 1922 với luận án về chuyển động Brown. Sau đó, ông được làm phụ giảng tại Đại học Sorbonne.
Năm 1928, ông đỗ tiến sĩ Toán học, rồi tiến sĩ Vật lý một năm sau đó. Ông trở thành giảng viên của trường Đại học Sorbonne.
Những năm thế chiến thứ hai, ông sang Mỹ và làm giảng viên Đại học Columbia, New York và là đại diện cho kiều bào Pháp lưu vong ở Algieria.
Năm 1946, ông trở về Pháp và là trưởng khoa nguyên tử và phân tử của một trường cao đẳng ở Paris. Năm 1951, ông đã trở thành Cao ủy về năng lượng nguyên tử.
Ông mất ngày 4 tháng 7 năm 1992.

## Sự nghiệp
Sự nghiệp khoa học đầu tiên là về Hiện tượng huỳnh quang và chuyển động Brown sau đó chuyển hẳn sang nghiên cứu về vật lý nguyên tử.
Năm 1939, ông cùng với một số nhà bác học trong đó có Frédéric Joliot-Curie được cấp bằng sáng chế về pin nguyên tử.
Năm 1953, ông được bầu vào Viện Hàn lâm Khoa học Pháp và được giải thưởng Bắc đẩu bội tinh. 5 năm sau, ông được cử làm chủ tọa của hội nghị Geneve bàn về nguyên tử phục vụ cho hòa bình.
Năm 1972, ông phát hiện ra các lò phản ứng phân hạch hạt nhân tự nhiên.